# Wrike
Wrike,Inc. は米国カリフォルニア州サンノゼに拠点を置くプロジェクト管理ソフトウェアのデベロッパーである。同社は2006年起業、2007年同社製品初のベータ版をリリースした。

Wrikeの基幹製品はプロジェクト管理およびコラボレーション用オンラインツールである。同ソフトの特長は、プロジェクトプランの調整、タスクの優先順位付け、スケジュールの進捗管理やチームメンバーとのコラボレーションがオンライン上で実現することである。

## 歴史
柔軟なプロジェクト管理ツールであるWrike は、2004年、Wrike 創業者Andrew Filev が自身の個人的経験やコラボレーション上数々の問題に直面したという彼のチームの経験から着想された。

小中規模ビジネスにおいて、コラボレーションでタスクについて関係者と取る主な連絡手段が電子メールであるため、
 · 
Wrike は、その主要機能の一つである電子メールとの統合という形で開発された
 ·  。
今日では、Outlook や Apple Mail 用のプラグインが Wrike ユーザーに提供されている。

2011年4月 Google Docsに統合
; 
後にGoogle Appsに統合
、
2012年末 Dropboxに統合した。さらに2011年末には新機能をリリース、MS Officeのファイルをダウンロードすることなくオンラインで編集可能となった。

2009年、Wrikeの多言語ローカライゼーション開始し、スペイン語バージョンリリース。2012年末現在、日本語を含む6カ国以上の言語でWrikeを提供している。

2012年5月、1チーム5ユーザーを上限とする無料バージョンをリリースした。11月下旬、モバイルアプリ提供開始：iOS／Android端末用ネイティブアプリ、モバイルプラットフォーム向けブラウザーバージョン

2022年5月 "Wrike Wins Top Project Management Awards From TrustRadius"

2022年6月 "Modern Work Complexities Cost Organizations $60M Annually; Expected to Increase by 53% in Five Years"を発表

## 主な機能
2013年2月現在、Wrikeに備わる機能は次の通りである:
- リアルタイム アクティビティ ストリーム
- ダイナミック ガント チャート（タイムライン）
- ファイル シェアリングおよびオンライン編集
- ワークロード管理およびタイム トラッキング
- iPhone  および  Android アプリ
- Outlook および Apple Mail プラグイン
- Dropbox および Google Docs 統合
- カスタム レポート
- ディスカッション
- タスク優先順位付け

## 料金プラン
Wrikeは無料バージョンを提供しており、1チームあたり最大5ユーザー、コラボレーター数無制限で共有タスクの閲覧が可能だ。プレミアムプランのユーザー数は5ユーザーからとなる（5、15、25、50、それ以上も用意される）。無料バージョンを含むすべてのプランにおいて、コラボレーター、プロジェクトおよびタスクを無制限に作成できる。各プレミアムプランに15日間のトライアル期間が用意されている。
注記：最新の状態は公式サイトを確認のこと！

### ページ
- プロジェクト管理
- プロジェクトマネジメントソフト
- 課題管理システム
- タスク管理（含：タスク管理ソフトウェア）
- Productivity software(en)
- team collaboration（グループウェア）
- 変革管理（チェンジマネジメント）
- ワークマネジメント
- かんばん (ソフトウェア開発)

### グループ
- プロジェクト管理ツールの比較
- Category:プロジェクトマネジメントソフト
- Category:タスク管理ソフトウェア
- Category:課題管理システム
- 課題管理システムの比較
- Category:グループウェア
- Category:ワークマネジメントソフトウェア

## 参考
1. ↑  "Andrew Filev, Wrike: In the business of managing projects", In2up, 17 August 2012. Retrieved on 17 August 2012.
2. ↑  Michael Zhang (2007年3月1日). “Interview with Wrike”. Folksonomy. 2007年11月17日時点のオリジナルよりアーカイブ。2007年12月4日閲覧。
3. ↑  Jim Rapoza (2007年7月3日). “Taking the Simple Route for Projects”. eWEEK. 2007年12月4日閲覧。
4. ↑  Amanda C. Kooser (April, 2007). “Helpful Hub”. Entrepreneur. 2007年12月4日閲覧。
5. ↑  Richard Morochove (2007年7月23日). “Project Management Lite: Basecamp and Wrike”. PCWorld. 2007年12月4日閲覧。
6. ↑  Radhika Chittoor (2012年4月11日). “The Amazing Patent-Pending Intelligent Email Engine”. Project-Management.com. 2012年4月11日閲覧。
7. ↑  “Wrike.com Gets Online Document Management via Google Docs”. YouWorkOnline (2010年4月14日). 2011年6月14日閲覧。
8. ↑  “Wrike’s Project Management Tool Goes Freemium”. GigaOM (2011年11月9日). 2011年12月9日閲覧。
9. ↑  “Wrike Introduces a Groundbreaking Way of Managing Project-Related Files in the Cloud”. PRWeb (2011年12月6日). 2011年12月9日閲覧。
10. ↑  “Wrike's Project Management Software Launches in Italian, French, German and Brazilian Portuguese”. techcrunch.com (December, 2012). 2012年12月12日閲覧。
11. ↑  “Asana Competitor Wrike Launches Its New Mobile Apps, Wants To Make Social Project Management Quick and Easy”. techcrunch.com (November, 2012). 2012年11月5日閲覧。
12. ↑  “Wrike Wins Top Project Management Awards From TrustRadius”. Wrike.com (2022年5月12日). 2022年8月21日閲覧。
13. ↑  “Modern Work Complexities Cost Organizations $60M Annually; Expected to Increase by 53% in Five Years”. Wrike.com (2022年6月29日). 2022年8月21日閲覧。